# Петар Поповић Пеција
Петар Поповић, звани Пеција (1826 — 1875) био је српски хајдук и устанчки вођа.

## Биографија
Рођен је 1826. године од оца Петра и мајке Илинке у селу Бушевић у Крупској. Већину живота провео је у граду Костајници.
Поповић је сам научио писати и читати, а осим српског говорио је и турски језик. Не признавајући отоманску државу Петар у 22. години одлази у хајдуке и од тада до краја живота активно се бори против турске државе. У јесен 1858. заједно са хајдучким харамбашом Петром Гарачом из Стригове, диже велику буну у Кнешпољу и пред Костајницом гради шанац познат као „Пецијин шанац“. Хајдуцима се придружује и народ, па се на шанцу одиграва жестока битка између Турака и устаника. Након дуге и тешке борбе Турци су успјели устанике натјерати преко ријеке Уне у Костајницу гдје се већина предала аустријским стражама. Пеција и Гарача са још 300-тињак устаника се нису предали већ су прешли преко моста назад међу Турке и потиснувши их назад, тако да су Турци умакли у Пастирево. Ова буна је у народу позната као Костајничка или Пецијина буна, а рјеђе као Кнешпољска буна.
Послије Костајничке буне Турци су два пута хватали Пецију. У Цариграду је био осуђен на смрт, са пресудом да буде погубљен у свом крају јер је „тамо највише зла починио“. На путу у родни крај Пеција је побјегао Турцима код Крагујевца, гдје се и задржао и добио мјесто стражара у тополивници. Ту је остао све до новог устанка у Босанској Крајини 1875. године. Приступио је устаницима, отишао у босанско Посавље и већ 28. августа учествовао у бици код села Гашице (садашње Гашнице)
Тога дана Петар Пеција се још једном показао као способан вођа устаника надјачавши Турке и нагнавши их у бијег. Међутим, недуго послије, а по народном предању због издаје неког Илије Чолановића, Турци у изненадили устанике и након дугог и жестоког боја разбили су хајдуке од којих су неки побјегли у Просару, а њих педесетак са Пецијом на челу су остали да се боре на обали Саве.
Потјерани турском силом Пеција и устаници успјели су се докопати лађе и прећи преко ријеке, али без заклона, изложени турској пушчаној ватри готово сви изгинуше. Само Пеција и два човјека остадоше живи, али Петар, немирног и храброг духа, умјесто да се склони, изађе на чистину и повика на Турке: „Ево Турци, нека знадете, Пеције нисте убили, још је жив, и наскоро ће Вам се осветити“. Тог момента га је погодило турско тане и на мјесту га убило. Било је то 29. августа 1875. године недалеко од насеља Гређани (Стара Градишка). Међу народом је кружила прича да га није убило пушчано зрно већ да је пушка била набијена пшеницом.
Мртвог Пецију са Корманошем и осталим јунацима другови сахранише у селу Јабланцу ниже Јасеновца, а десет година након погибије Пецијине су кости пренесене и похрањене код манастира Моштаница подно Козаре близу Козарске Дубице.

## Галерија
- Опис слике:Петар Поповић Пеција (1826-1875), српски војвода у Босанско-херцеговачком устанку 1875. године.Слика је настала у време устанка 1875. године.
- Опис слике:Текст o Петру Поповићу Пецији (1826-1875), српском војводи у Босанско-херцеговачком устанку 1875. године. Чланак је преузет из листа „Босанска вила“, Бр. 5. (од 15.03.1903.), стр. 81.
- Опис слике:Текст o Петру Поповићу Пецији (1826–1875), српском војводи у Босанско-херцеговачком устанку 1875. године. Чланак је преузет из листа „Босанска вила“, Бр. 5. (од 15.03.1903.), стр. 82.
- Опис слике:Текст o Петру Поповићу Пецији (1826–1875), српском војводи у Босанско-херцеговачком устанку 1875. године. Чланак је преузет из листа „Босанска вила“, Бр. 5. (од 15.03.1903.), стр. 83.
- Споменик код Манастира Моштаница (општина Козарска Дубица)
- графит у Козарској Дубици